# Howard W. Hunter
Pour les articles homonymes, voir Hunter.
Howard William Hunter, né le 14 novembre 1907 à Boise (Idaho) et mort le 3 mars 1995 à Salt Lake City (Utah), était un dirigeant et homme politique mormon, qui fut le 14e président de l'Église de Jésus-Christ des saints des derniers jours de 1994 à sa mort.

## Président de l'Église de Jésus-Christ des saints des derniers jours

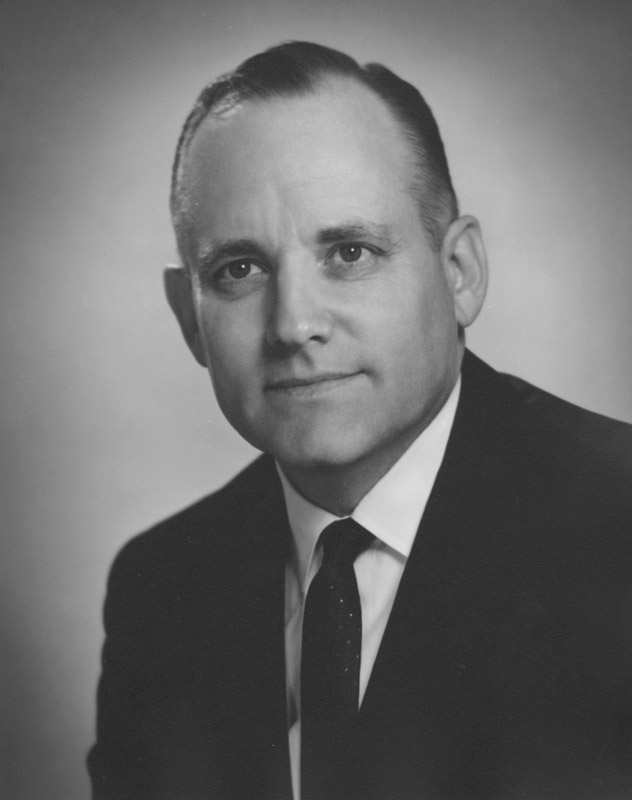
Howard W. Hunter en 1962.

Howard W. Hunter a été membre du Collège des douze apôtres de 1959 à 1994, président suppléant du Collège des douze apôtres de 1985 à 1988, président du Collège des douze apôtres de 1988 à 1994 et président de l'Église de 1994 à 1995.
Avant de devenir président de l'Église, il fut pendant huit ans président de la Société généalogique d'Utah.
À la fin des années 1970, Howard W. Hunter joua un rôle prépondérant dans l'acquisition d'un terrain et dans la supervision de la construction du Centre d'études sur le Proche-Orient de l'Université Brigham Young à Jérusalem. Le centre est situé sur le mont Scopus, prolongement du Mont des Oliviers.
Howard W. Hunter joua également un rôle dans la création du centre culturel polynésien situé à côté de l'Université Brigham Young-Hawaii à Laie (Hawaii). Il fut le président fondateur du bureau responsable de ce centre d'accueil pour visiteurs. Le but du centre, construit en 1963, est de préserver la culture polynésienne et de fournir des emplois aux étudiants.